# Quito
Quito ([ˈkito]; officiellt spanskt namn: San Francisco de Quito) är Ecuadors huvudstad. Staden ligger i floden Guayllabambas flodområde vid vulkanen Pichinchas fot, 2 850 meter över havet, i provinsen Pichincha. Dess area är omkring 290 km². Quito har omkring 1,8 miljoner invånare, till största delen mestiser och indianer, och är den näst folkrikaste staden i Ecuador efter Guayaquil.
Quito ligger omkring 25 kilometer söder om ekvatorn. På grund av stadens höga läge och närheten till ekvatorn har Quito ett milt klimat året runt. Den högsta temperaturen når 21–22 °C under dagtid och den lägsta 5–10 °C på natten. Staden har två årstider; torrperioden (kallad sommar) som, med variationer, kan utsträcka sig mellan juni och november och den regnigare tiden under resten av året.
Under förcolumbiansk tid var staden centrum för kungariket Quitu och huvudort för Carafolket (1000-talet). Den införlivades i inkariket 1487 och erövrades av spanjoren Sebastián de Belalcázar 1534.
1978 utsåg världsarvskommittén de första tolv världsarven varav Quitos koloniala centrum är ett.

## Historia

### Förspansk tid
Quitos historia går tillbaka till det första årtusendet då nomadiska stammar flyttade till området och byggde ett kommersiellt centrum i Quitos nuvarande läge. Tidigt under 1500-talet erövrade Inkafolket staden, med förhoppningen att utöka sitt kungadöme, men när spanjorerna anlände 1533 övergavs planerna. Rumiñahui, en inkageneral, brände staden för att förhindra spanjorerna från att överta den och förstörde därmed spåren av den förspanska staden.

### Kolonisering

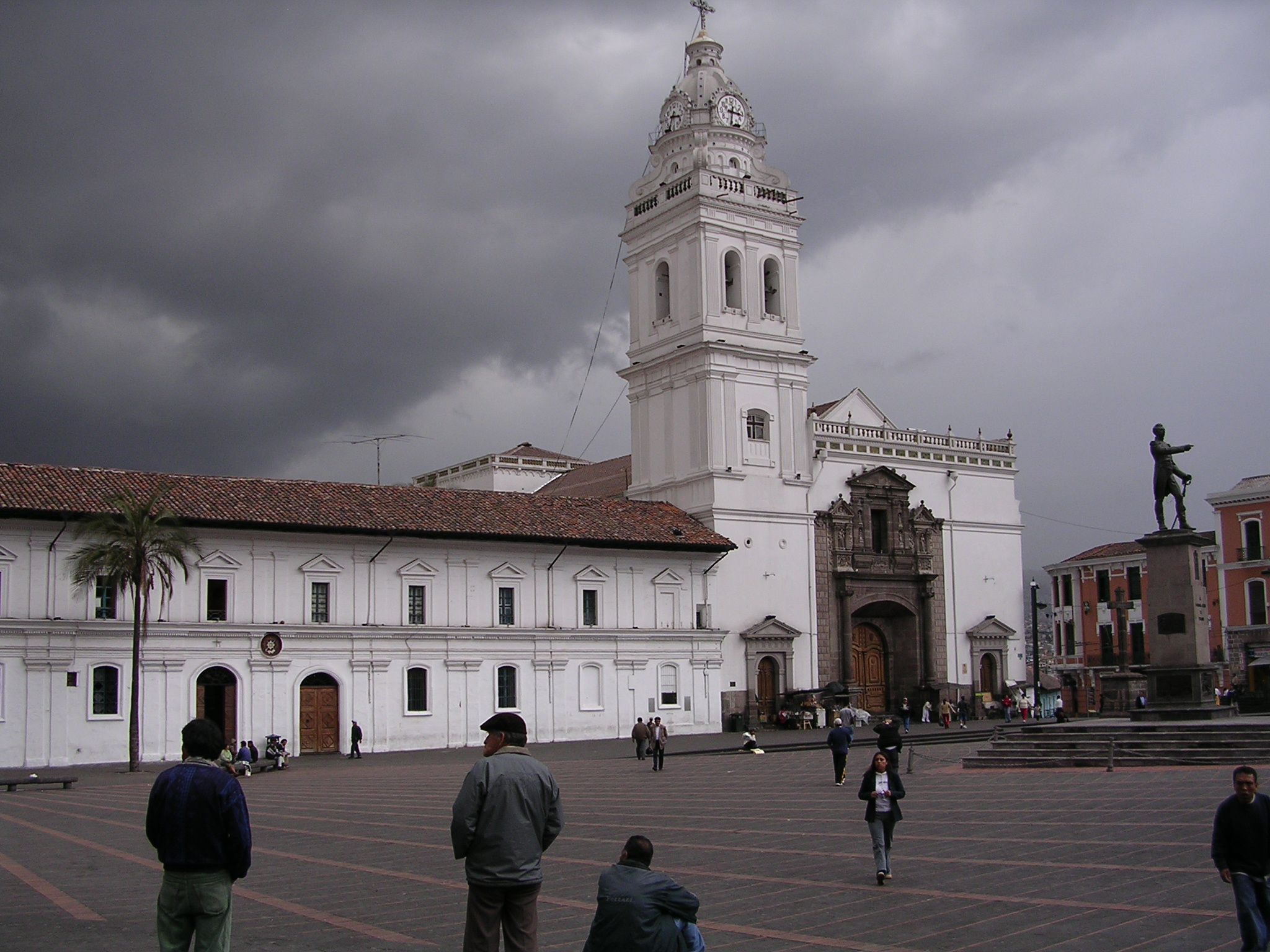
Santo Domingo-kyrkan

De inföddas motstånd under den spanska erövringen fortsatte under 1534, då Francisco Pizarro den 15 augusti grundade San Francisco de Quito. 6 december 1534, grundades staden officiellt av 204 bosättare och Sebastián de Belalcázar, som besegrade Rumiñahui och avslutade det organiserade motståndet. Rumiñahui avrättades 10 januari 1535. Den 14 mars 1541, utnämndes Quito till stad och 14 februari 1556 fick staden titeln Muy Noble y Muy Leal Ciudad de San Francisco de Quito ("Den mycket nobla och lojala staden San Francisco de Quito").
Spanjorerna etablerade snabbt den katolska religionen i Quito, med det första templet, El Belén, som byggdes innan staden officiellt hade grundats. I januari 1535 byggdes San Francisco-klostret, det första av 20 kyrkor och kloster som byggdes under koloniseringsperioden. Spanjorerna missionerade bland infödingarna, men de använde dem även som gratis byggarbetskraft, framför allt under den inledande perioden. Quitos biskopsdöme grundades 1545 och utvidgades till Quitos ärkestift 1849.
1809, efter nära 300 år av spansk kolonisering, hade Quito omkring 10 000 invånare. 10 augusti 1809 startades en rörelse som arbetade för politiskt oberoende av Spanien. Samma dag skapades en regeringsplan som hade Juan Pío Montúfar som president och andra framstående personer på ledande befattningar. Denna rörelse slogs dock tillbaka 20 augusti 1810, när spanska styrkor kom från Lima i Peru och dödade ledarna för upproret tillsammans med ytterligare 200 invånare i staden. En våg av konflikter avslutades 24 maj 1822, när Antonio José de Sucre, under Simón Bolívars befäl, ledde trupperna under slaget vid Pichincha. Deras seger innebar oberoende för Quito och de närliggande områdena.

### Storcolombia
Bara några dagar efter slaget vid Pichincha, proklamerade stadens ledare oberoendet och tillät staden att införlivas med republiken Storcolombia. Simón Bolívar var närvarande vid undertecknandet av den colombianska konstitutionen 24 juni 1822.

## En upprorisk stad
Quito har varit platsen för demonstrationer och våld sedan republikens tidiga år. 1833 dödades medlemmar ur Föreningen för Quitos fria invånare av regeringen efter en konspiration, och 6 mars 1845 började den Marcistiska revolutionen. 1875 dödades landets president Gabriel García Moreno i Quito och två år senare dödades ärkebiskop José Ignacio Checa y Barba genom förgiftning.
1882 gjordes ett uppror mot diktatorn Ignacio de Veintemilla, men deras seger avslutade inte våldet som förekom i hela landet. 9 juli 1883 deltog den liberale kommendören Eloy Alfaro i slaget vid Guayaquil, och efter flera konflikter blev han 4 september 1895 Ecuadors president. Under slutförandet av sin andra valperiod 1911, flyttade han till Europa, men då han återkom 28 januari 1912, arresterades han, fängslades och avrättades av en folksamling som stormade fängelset. Hans kropp drogs längs Quitos gator till en park där den brändes.
1932 utbröt Fyradagarskriget, ett inbördeskrig som följde efter valet av Neptalí Bonifaz och det faktum att han var peruansk medborgare. Arbetare på en stor textilfabrik gick ut i strejk 1934 och liknande oroligheter förekommer än idag. 12 februari 1949, ledde en realistisk radio utsändning av H.G. Wells roman Världarnas krig till panik i hela staden och att sex människor omkom i bränder som hade anlagts av ligor.
Under senare år har Quito varit uppmärksammat på grund av stora demonstrationer som bland annat ledde till avsättandet av presidenterna Abdalá Bucaram (5 februari 1997), Jamil Mahuad (21 januari 2000) och Lucio Gutiérrez (20 april 2005).

## Geografi

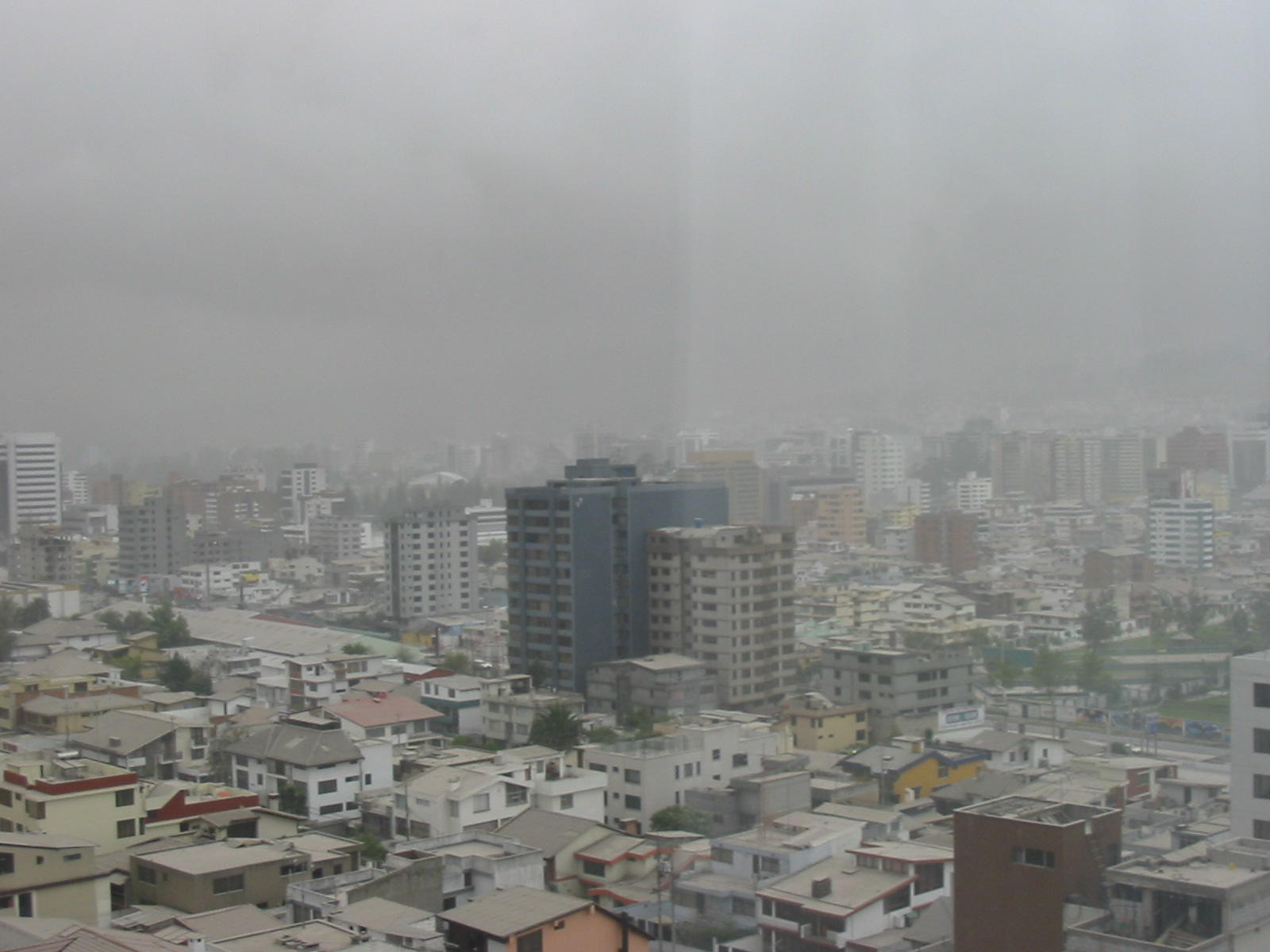
Vulkanen Reventador spred 2002 aska över Quito

Quito ligger i de norra bergen av Ecuador i Guayllabambas flodområde. Den östra delen av området omges av flera vulkaner: Cotopaxi, Antisana, Sincholagua och Cayambe i öster; Illiniza, Atacazo, Pichincha och Pululahua i väster.
Guagua Pichincha som ligger 21 kilometer väster om Quito, visar vulkanisk aktivitet och står under ständig bevakning. Det senaste stora utbrottet ägde rum 5 och 7 oktober 1999, när en stor mängd aska lade sig över staden och orsakade stora störningar, bland annat genom stängningen av den internationella flygplatsen. Det största utbrottet ägde rum 1660 då ett lager på 25 centimeter aska täckte staden. Quito är den enda huvudstaden i världen som ligger under ett direkt hot från en aktiv vulkan. Aktivitet i andra närliggande vulkaner kan också påverka staden.
Staden drabbas även av jordbävningar. Den största inträffade 1797 och dödade omkring 40 000 människor. Den senaste jordbävningen, med en magnitud av 7 på Richterskalan, inträffade 1987 med epicentrum 80 kilometer från Quito och dödade 1 000 människor i Ecuador. Quitos byggnader fick endast mindre skador.
2002 hade Reventador ett utbrott som spred aska över staden.

### Topografiska zoner
Quito delas in i tre områden som delas av kullar:
1. De centrala delarna där Quitos gamla stad ligger
2. Den södra delen består i huvudsak av industriområden och bostadsområden för låginkomsttagare.
3. Den norra delen är det moderna Quito, med höga byggnader, köpcentrum, finansdistrikt och bostadsområden för höginkomsttagare. Flygplatsen Mariscal Sucre International Airport ligger i den norra delen.

### Turistmål

#### Norra Quito
Den norra delen av Quito är stadens stora kommersiella distrikt. Där finns även bostadsområden med övre medelklass och massor av byggnader. I den norra delen ligger även den internationella flygplatsen och stora rekreationsområden.

##### Museo del Banco Central
Detta museum har en omfattande samling av ecuadoriansk konst, historia och kultur. På entréplanet finns en stor samling av förkoloniala (inklusive förinkatid) lergods, skulpturer, guld, arkeologiska föremål och till och med mumifierade kroppar. Det finns även modeller som visar hur olika delar av Ecuador såg ut. Den andra våningen består av konst från koloniseringstiden med flera målningar och skulpturer med religiösa teman. Den tredje våningen består av ecuadoriansk konst.

##### Parker
1. Parque Metropolitano[5] är med sina 5,57 km² den största innerstadsparken i Sydamerika. Parken ligger i norra Quito på sluttningarna bakom fotbollsstadion Atahualpa Olympic Stadium. Den största delen av parken består av eucalyptusträd. I parken finns även många skulpturer. Den östra delen av parken har utsikt över Cotopaxi, vulkanen Antisana och Guayllabambas flodbassäng.

1. La Carolina[6] med 670 000 m² ligger i Benalcázarområdet i Quitos kommersiella distrikt, mellan avenyerna Avenida Amazonas, Avenida Shyris och Avenida Naciones Unidas. I den södra delen av parken finns en liten hamn och i den västra delen Quitos utställningshall, botaniska trädgårdar och ett terrarium.
2. El Ejido[7] ligger mellan den gamla delen av staden och den moderna.
3. La Alameda[8] har det äldsta astronomiska observatoriet i Sydamerika. I parken finns även ett monument av Simón Bolívar och en liten sjö.

#### Quitos gamla stad
"Centro histórico", det historiska centret som det kallas, blev 1978 upptaget på Unescos världsarvslista. Stadsdelen består av många torg där det viktigaste är Independence Plaza. Där finns även många barockkyrkor, bland annat katedralen, klostret och Franciscanerkyrkan som var den största byggnaden som uppfördes av spanjorerna under koloniseringstiden, El Sagrariokyrkan, Santo Domingos kloster och kyrka, Jesuitordens kyrka ("La Compañía"). Sucreteatern där Ecuadors symfoniorkesters konserter hålls, ligger i närheten. Det finns även flera museer, bland annat stadsmuseet "Museo de la Ciudad", kulturcentret Centro Cultural Metropolitano och Franciskanerklostrets museum. I hela området finns flera marknadsplatser.

#### El Panecillo
El Panecillo är ett berg i den västra delen av Quito, 3 016 meter över havet. På toppen av berget finns en staty av Jungfru Maria som kan ses från stora delar av staden. Monumentet bygger på skulpturen La Virgen de Quito av Bernardo de Legarda under den spanska koloniseringen.
1976 fick den spanske konstnären Agustín de la Herrán Matorras uppdrag av Oblatorden att bygga ett 41 meter högt monument av en madonna, som sattes på ett högt fundament på toppen av Panecillo. Det är gjort av 7 000 bitar aluminium och invigdes 28 mars 1976 av den elfte ärkebiskopen av Quito, Pablo Muñoz Vega.
Jungfrun står på toppen av en glob och trampar på en orm. Det som inte är så traditionellt är att hon har vingar. Monumentet bygger på skulpturen "Virgen de Quito" (Quitos Madonna) som skulpterades av Bernardo de Legarda 1734 och som nu pryder huvudaltaret i St. Franciscokyrkan.

#### Kabinbana till Cruz Loma
Sedan juli 2005 har Quito en kabinbana, känd som Telefériqo, som går från stadens centrum till berget Cruz Loma på den östra sidan av Pichinchavulkanen. Turen tar besökarna över 4 000 meter över havet. På grund av höjden är temperaturen betydligt lägre än i centrum.
Vid sidan av kabinbanan till Cruz Loma, har Telefériqo bland annat en upplevelsepark.

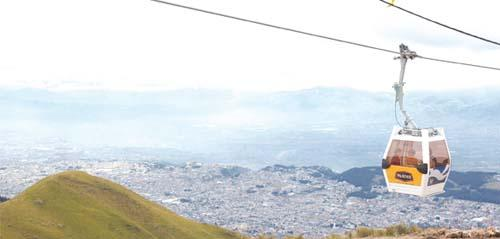
Telefériqo.

#### Guápulo, Quito

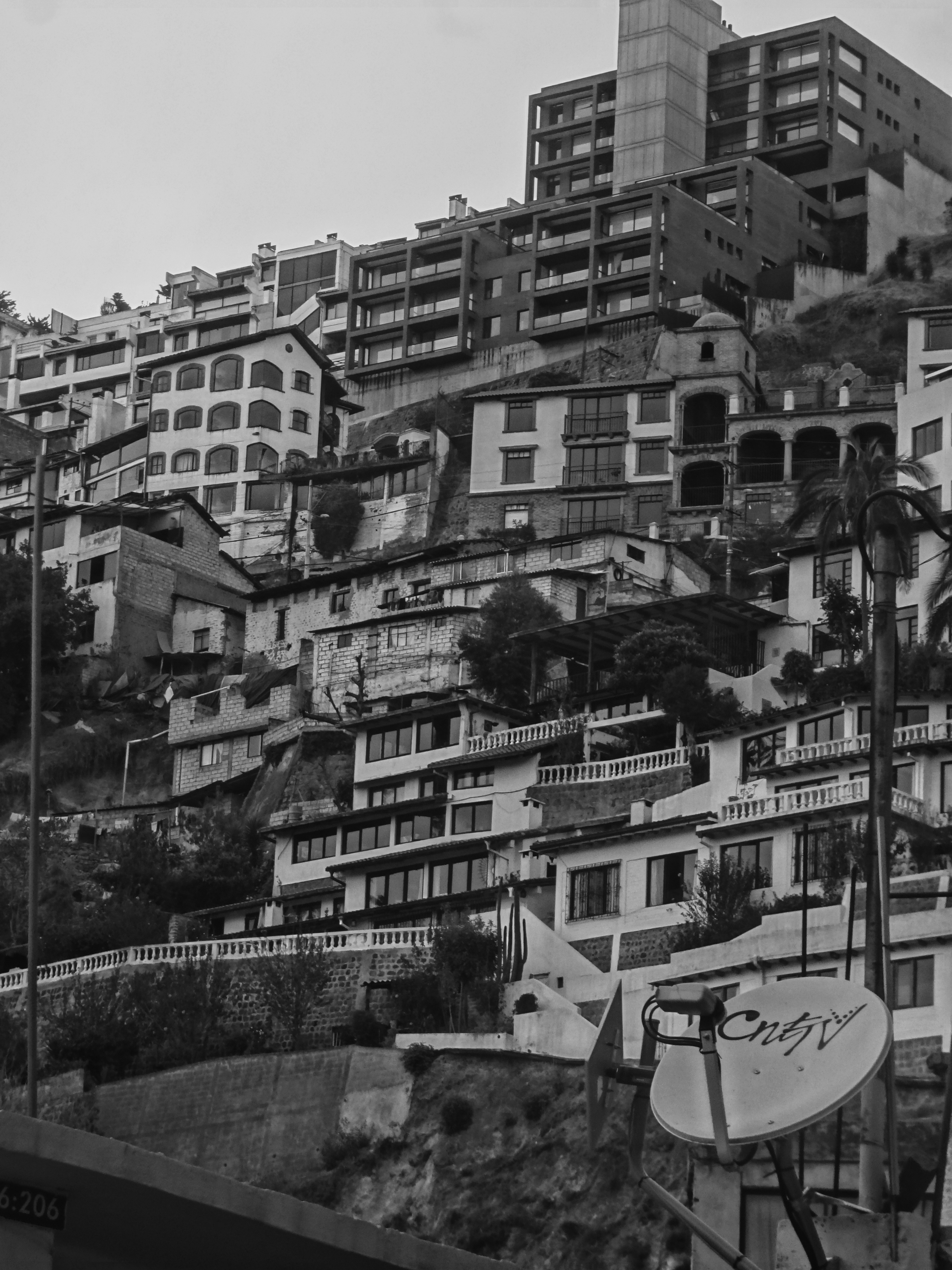
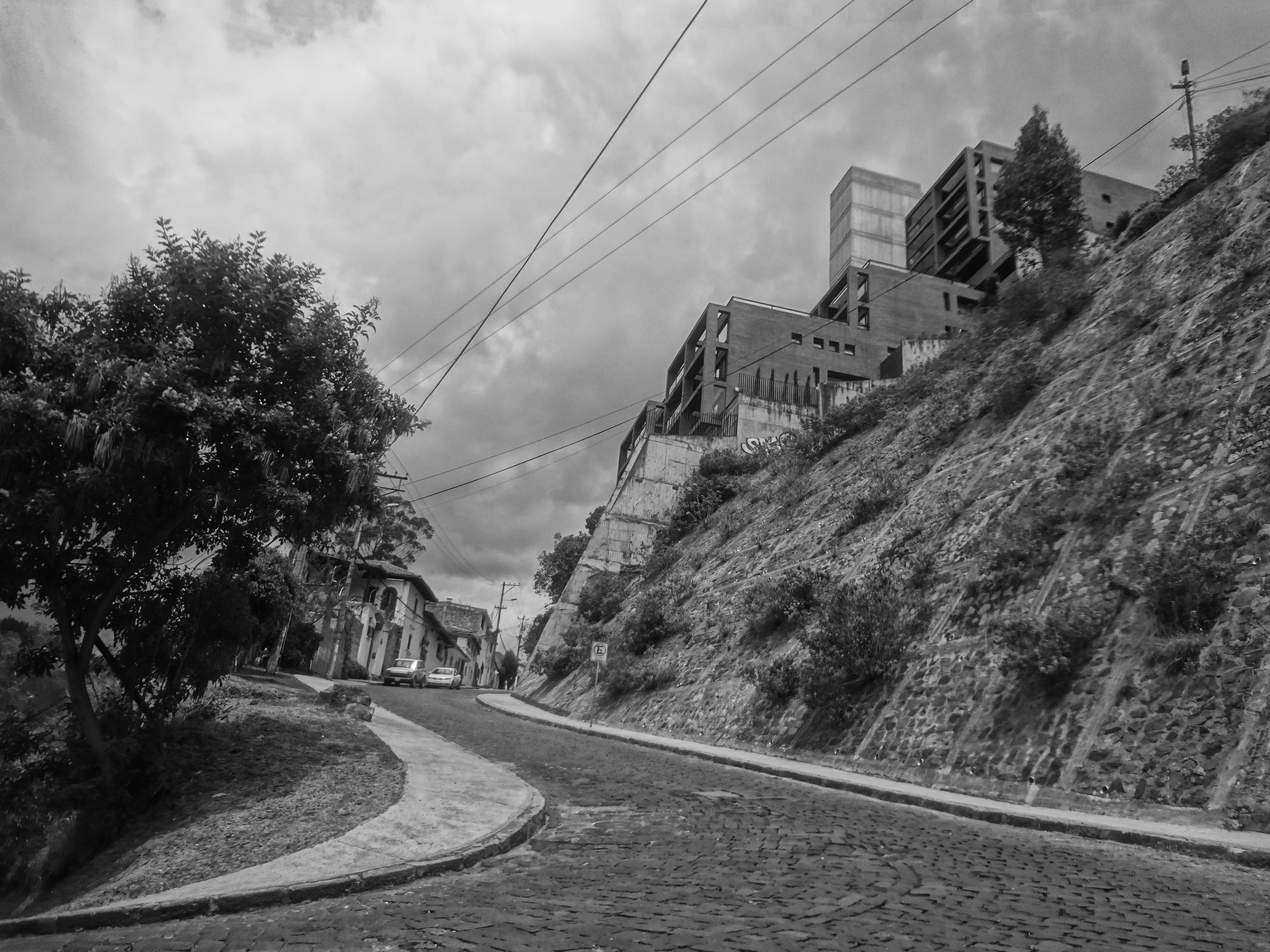
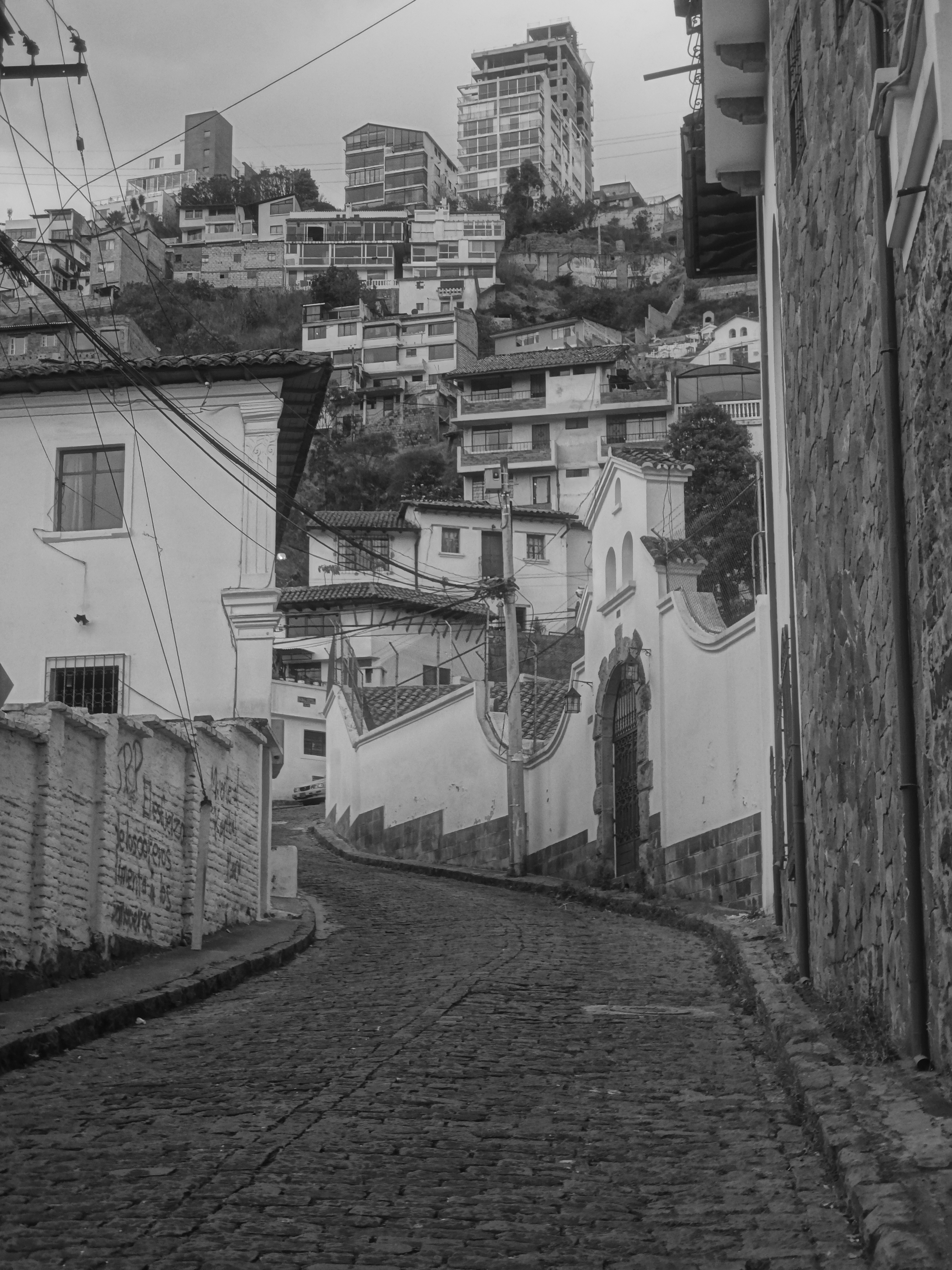
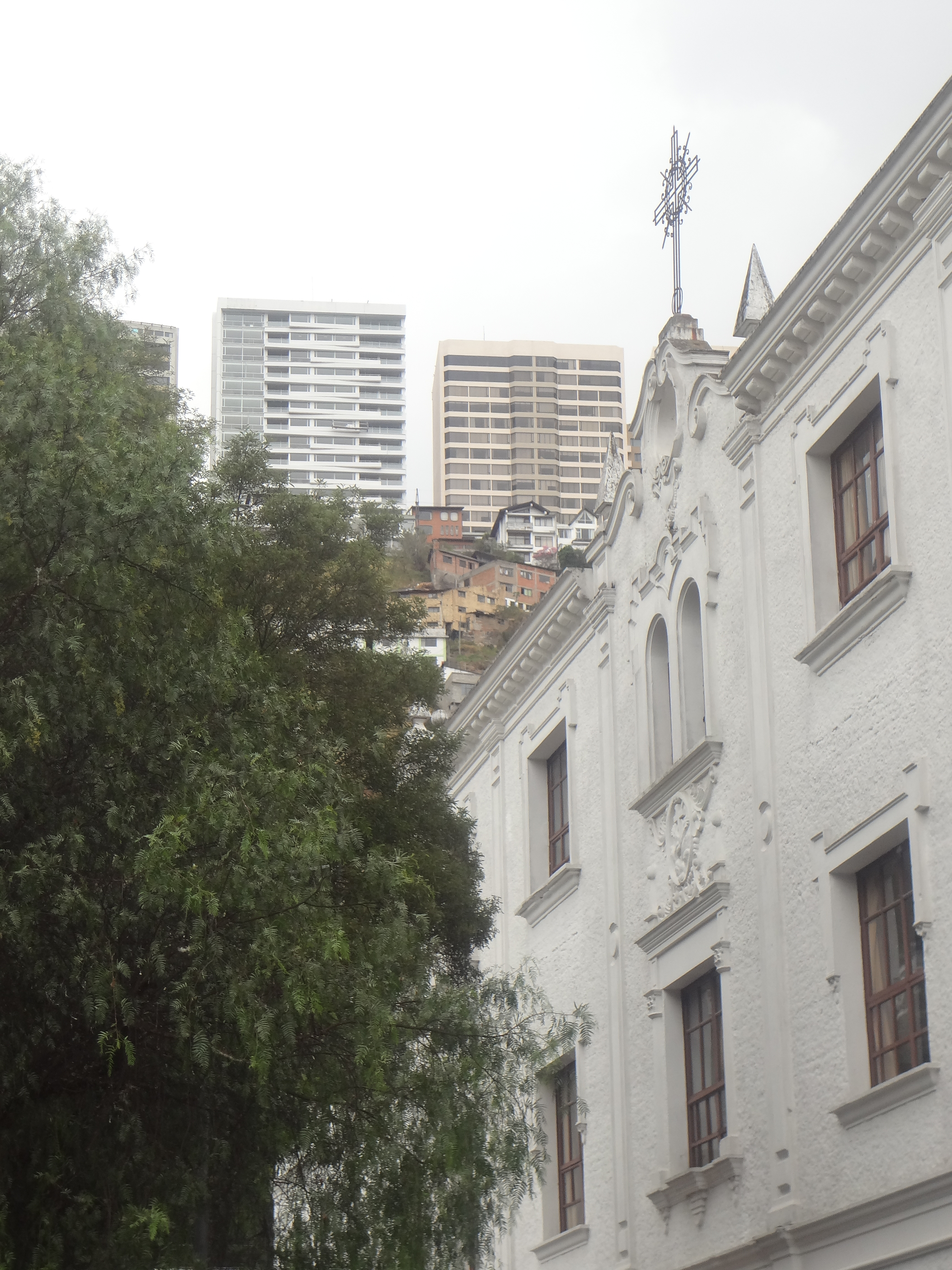
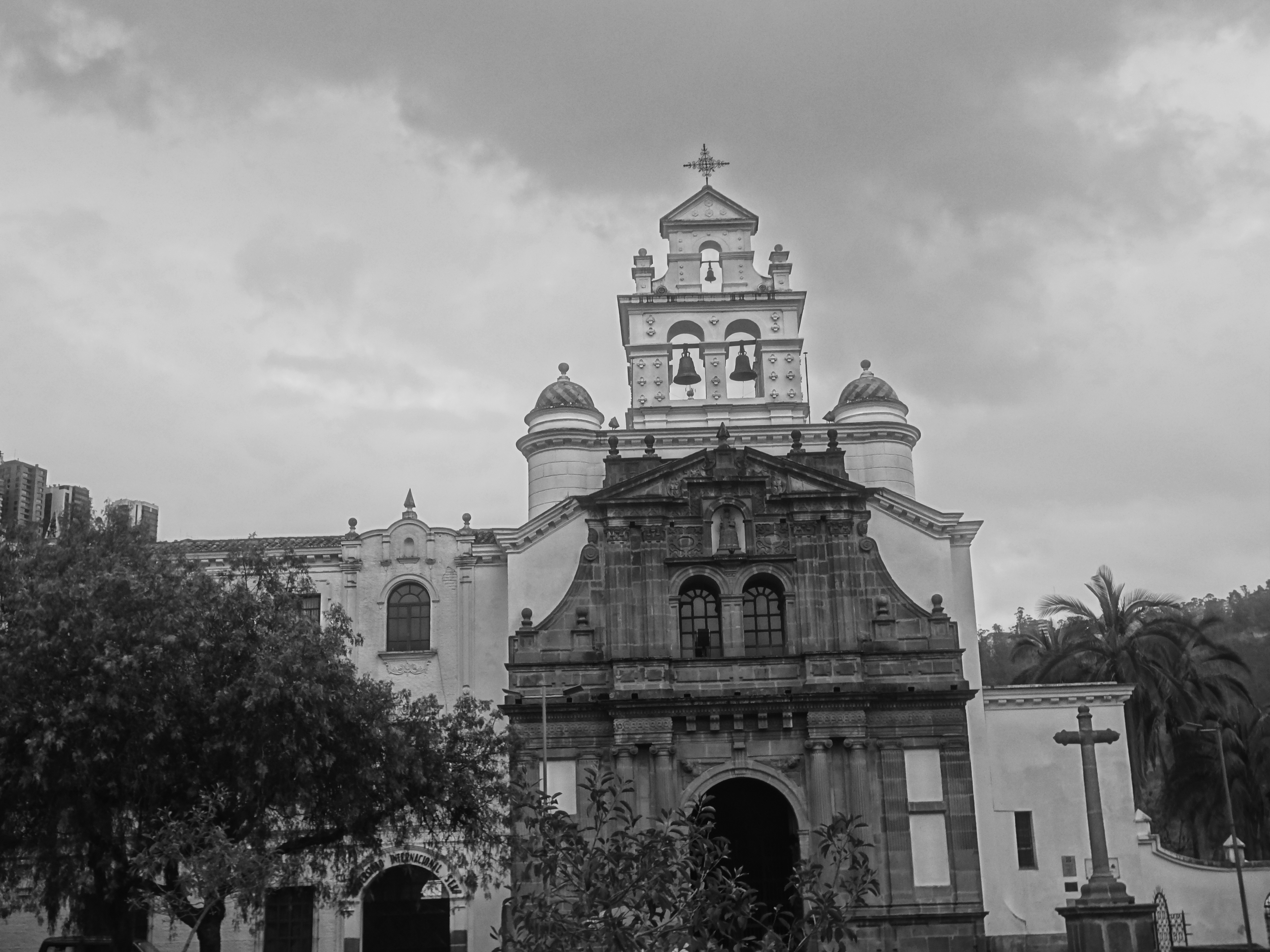
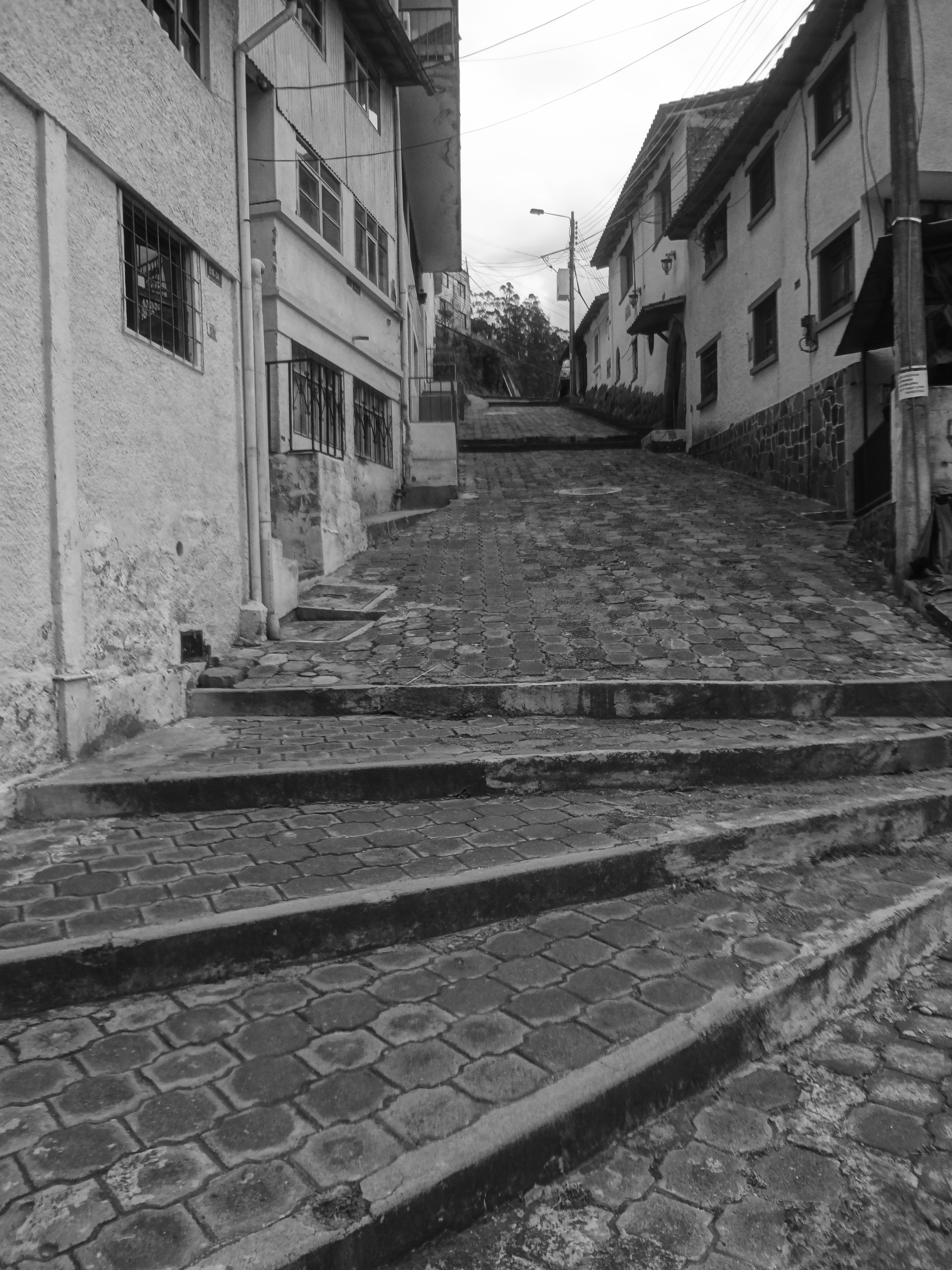
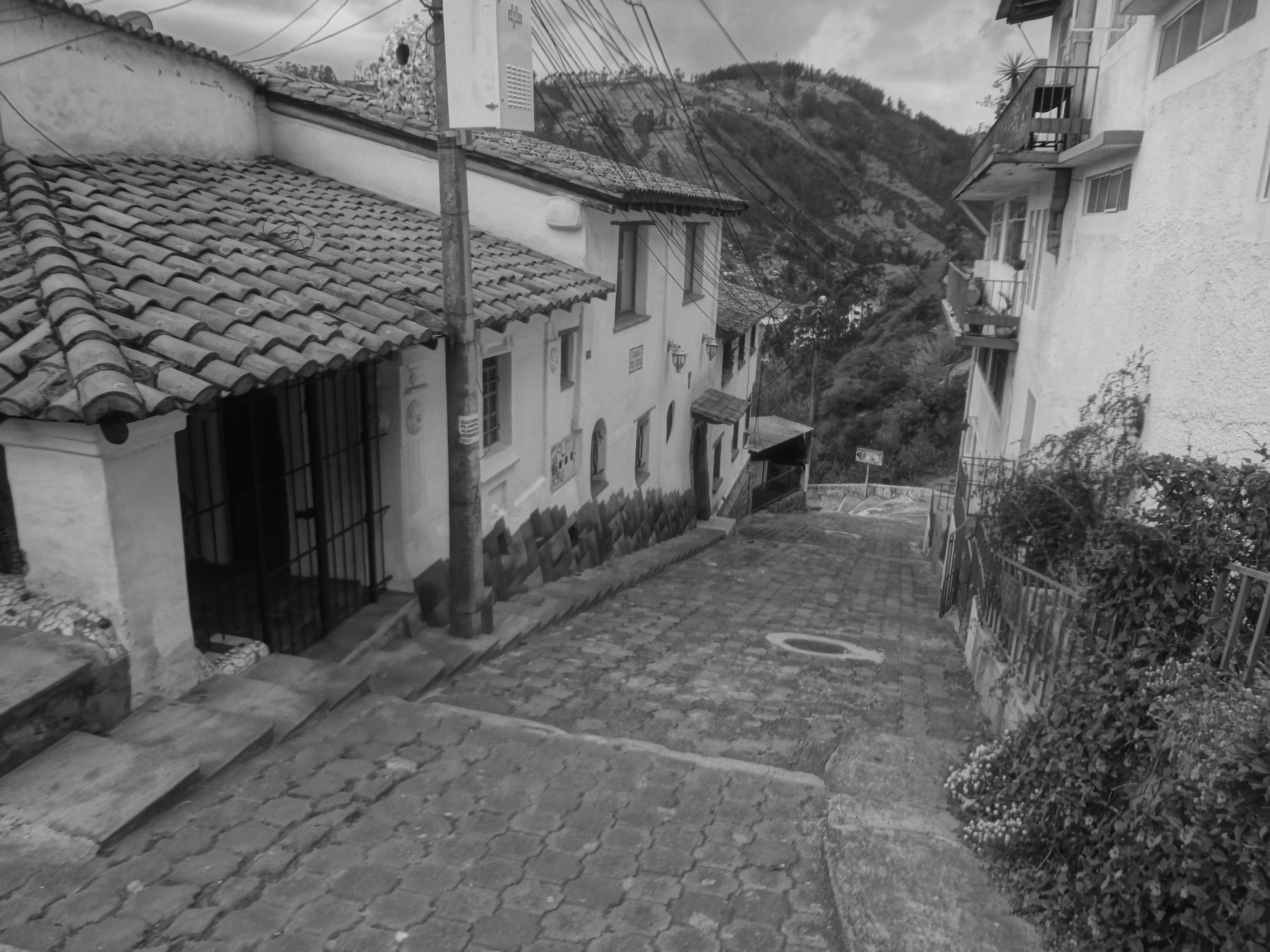